# 孙伯黡
孙伯黡（？—？），姬姓，籍氏，名黡，又被称为籍黡、伯黡，是阳叔之子，晋穆侯之孙，晋国正卿。
孙伯黡掌管晋国典籍，以正卿的身份主持晋国的国家大事，所以称为籍氏。辛有的次子董到了晋国后，孙伯黡与他共同监督管理晋国典籍。